# Star Trek: Elite Force II
Star Trek: Elite Force II ist ein Ego-Shooter, der von Ritual Entertainment entwickelt und am 30. Juni 2003 von Activision veröffentlicht wurde. Noch im selben Jahr folgte eine Version für MacOS von Application Systems Heidelberg. Es ist die Fortsetzung zu Star Trek: Voyager – Elite Force und der letzte Teil der Serie. Das Spiel wurde auf GOG.com digital wiederveröffentlicht.

## Entwicklung
2002 wurde das Spiel erstmals angekündigt. Mitte 2003 erhielt das Spiel Goldstatus. Nach Beendigung der Entwicklung wurde das Entwickler-Team vollständig entlassen, da kein weiteres Spiel finanzierbar war. Ende 2003 veröffentlichte Ritual Entertainment den Quelltext des Spiels.
Das Spiel verwendet die Engine von Quake III Team Arena (id Tech 3), die zum Zeitpunkt der Erscheinung schon etwas älter war, aber aufpoliert und mit selbst entwickelten Erweiterungen der Entwickler versehen wurde.
Die Intelligenz der Gegner im Spiel wurde verbessert, diese können nun etwa in Deckung gehen.
Im Vergleich zum Vorgänger wurden Wegfindungsroutinen erleichtert, so weichen nun die Teamkameraden dem Spieler aus, um einen vorbeigehen zu lassen, während es im Vorgänger noch vorkommen konnte, dass man plötzlich in einer Türe feststeckte und sich nicht mehr vor- und zurückbewegen konnte.
Das Spiel besitzt auch eine lippensynchrone Sprachausgabe. Ritual hatte dafür ein neues System entwickelt, bei dem die Engine automatisch erkennt, wie und was von den Figuren gesprochen wird. Zudem kam Motion Capturing zum Einsatz, durch das etwa die aus der Serie und den Filmen bekannten Gesten und Haltungen von Captain Picard auch im Spiel vorkommen.
Während es im Vorgänger noch möglich war, das Geschlecht des Protagonisten festzulegen, also zwischen einem Alexander Munro und einer Alexandra Munro zu wählen, entschied man sich bei Elite Force 2 für nur noch die männliche Variante.

## Handlung
Der Anfang des Spiels ist zeitlich während „Endspiel“, der letzten Folge von Star Trek: Raumschiff Voyager angesiedelt, wo das Hazard-Team der USS Voyager hilft, aus der Borg-Sphäre zu entkommen. Nach der erfolgreichen Rückkehr in den Alpha-Quadranten wird es durch die Bürokratie der Sternenflotte jedoch als nicht mehr notwendig empfunden und aufgelöst. Später wird jedoch Captain Jean-Luc Picard auf den früheren Teamleiter Munro aufmerksam und beschließt, das Hazard-Team auf der USS Enterprise neu einzurichten.
Dieses kann sich auch bald bewährend, als ein Notruf von der USS Dallas empfangen wird. Vor Ort stellt das Hazard-Team fest, dass sich fremde Wesen durch die Hülle des Schiffes gefressen haben. Die wenigen Überlebende haben sich auf eine nahegelegene attrexianische Raumstation gerettet, von wo sie gerettet werden können. Die Analyse der Lage ergibt, dass es sich bei den Angreifern um das Ergebnis einer genetischen Manipulation handelt. Die Exomorphe genannten Wesen verfügen etwa über einen körpereigenen Impulsantrieb, mit dem sie sich ohne Schiff durch den Weltraum bewegen können.
Über die Spur dieser Antriebe wird die Herkunft der Exomorphe auf einem nahegelegenen Planeten ausgemacht. Es stellt sich heraus, dass Wissenschaftler der Idryll, eines Volkes im Machtbereich der Attrexianer, auf einem Planeten gewaltige Anlagen gefunden haben, die sie für Errungenschaften ihrer Vorfahren halten. Unter den Idryll gibt es Separatisten, die damit beweisen wollen, dass sie in früheren Zeiten viel weiter entwickelt als die Attrexianer waren. Diesen wird auch unterstellt, gezielt das Erbe der Idryll zu vernichten.
Den Idryll ist inzwischen jedoch die Kontrolle über die erschaffenen Exomorphe gänzlich verloren gegangen. Die Hoffnung besteht darin, die einstige Hauptkontrolle zu finden. Die Enterprise findet heraus, dass Informationen über diese an die Romulaner gelangt sind. Dabei stößt sie auch darauf, dass eine romulanische Splittergruppe namens Freie Krone versucht, die Maschinen zur Herstellung der Exomorphe zu nutzen, um die politische Macht im Romulanischen Imperium zu übernehmen und nach einem Krieg gegen die Föderation schließlich die Vorherrschaft im Alpha-Quadranten zu erringen.
Auf dem in der Neutralen Zone gelegenen Planeten Tolochon 2, wo die Romulaner die Hauptkontrolle gefunden haben, kommt es schließlich zur Entscheidung. Während hinzugekommene romulanische Truppen die Verräter der Freien Krone bekämpfen, kann Munro den Anführer der Freien Krone ausschalten als auch die Hauptkreatur der Exomorphe töten.
Picard überlässt im Anschluss daran den Romulanern alle Beweise für die aufgedeckte Verschwörung. Munros Fähigkeiten als Leiter des Teams werden gelobt, Picard ist zudem der Meinung, dass Hazard-Teams fortan auf allen Schiffen der Föderation zum Einsatz kommen sollen.

## Rezeption
Star Trek: Elite Force II stecke voller guter Ideen. Durch die damals bereits veraltete Quake-3-Engine sei das Spiel zwar auf älteren Rechnern noch lauffähig, dafür blieben Außenareale jedoch unspektakulär und die Figuren statisch. Die Texturen seien niedrig aufgelöst, was die sterile Optik von Star Trek noch verstärke. Dafür böte es jedoch spielerische Abwechslung und sei in Präsentation zusammen mit der Hintergrundgeschichte und den Zwischensequenzen ein rundes Ganzes. Das Spiel richte sich klar an Trekkies, sei jedoch auch Spieler, die nicht Fans des Franchise sind, interessant.
Daniel Räbinger gab in Star Trek – Das offizielle Magazin dem Spiel eine Gesamtwertung von 92 Prozent Spielspaß. Gelobt wurden die Grafik und die gute Klangkulisse, zudem die Dialoge, verschiedene Handlungsstränge und die Endgegner. Die Level seien gelungen, allerdings falle die Hintergrundmusik teilweise schwach aus, zudem seien die Außenlevel „etwas kahl“ geraten. Positiv hervorgehoben wurde zudem, dass die Systemanforderungen des Spiels niedrig seien. Das Spiel habe eine „tiefgründige Story“ und sei „ein Muss!“